# Coryphantha nickelsiae
Coryphantha nickelsiae, conocida comúnmente como biznaga blanca o biznaga partida de Laredo, es una especie de planta suculenta perteneciente al género Coryphantha, dentro de la familia Cactaceae. Se distribuye desde el sur de Texas hasta el noreste de México (concretamente en los estados mexicanos de Coahuila, Tamaulipas y Nuevo León).

## Descripción

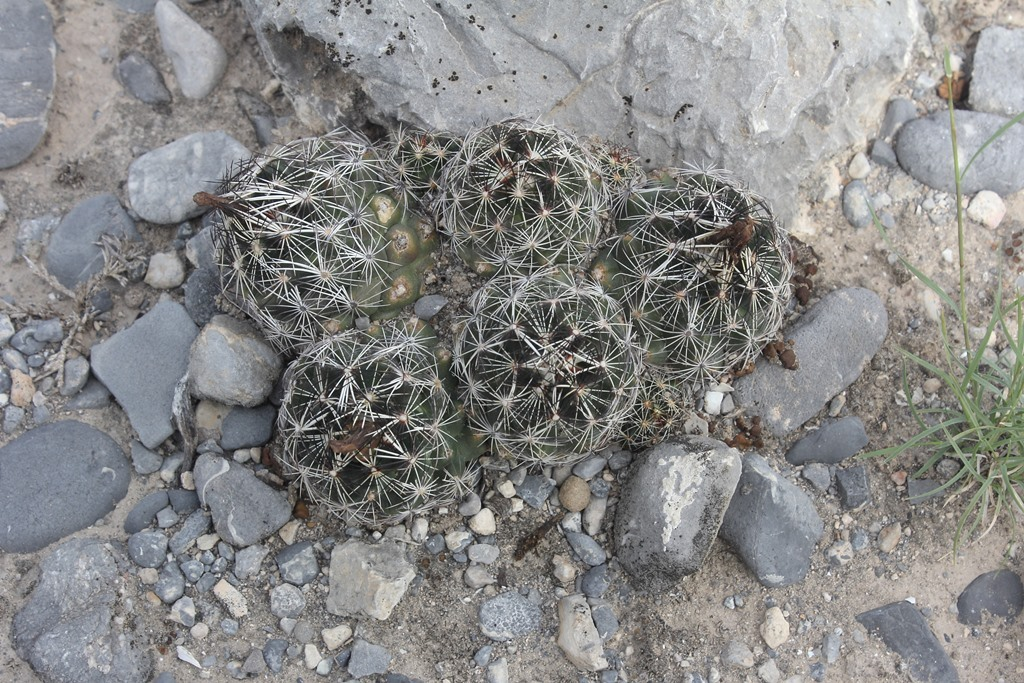
Detalle de los ápices

Coryphantha nickelsiae es una especie de cactus que aunque puede crecer de forma solitaria, normalmente se ramifica desde la base y forma agrupaciones densamente cespitosas. Desarrolla matas bajas con los tallos casi ocultos por numerosas y finas espinas superpuestas. Los tallos van de hemisféricos a globosos, son más o menos planos en la parte superior y aunque inicialmente tienen la epidermis de color verde pálido a oscuro, con el tiempo se torna violácea. Miden de 4 a 11 cm de altura y de 4 a 7 cm de diámetro. Presentan raíces difusas o raíces pivotantes cortas y las ramas enraízan adventiciamente.
Los tallos están cubiertos de tubérculos cónicos romos, firmes y bajos. Miden de 0,7 a 1,3 cm de alto, tienen consistencia blanda y son bastante anchos en la base. Son surcados y están casi ocultos por las espinas superpuestas. A veces tienen glándulas de néctar y sus axilas presentan lana blanca.
En la punta de los tubérculos se asientan areolas que pueden ser circulares cuando no tienen espinas centrales y ovales cuando si poseen espinas centrales. Generalmente tienen una única espina central (solo en especímenes más viejos) que puede estar ausente y es de color pardo oscura a negra. Es erecta, recta o ligeramente curvada hacia abajo y mide de 1,1 a 2 cm de largo.
También tienen de 13 a 20 espinas radiales de color blanco a amarillento con la punta pardo-rojiza. Son delgadas, aparecen apiñadas y tienen longitudes de 0,8 a 2,3 cm. Al principio surgen simplemente extendidas pero luego se doblan hacia atrás y se entrelazan con las espinas de los tubérculos adyacentes. Las espinas radiales más bajas miden de 0,8 a 1 cm de largo y las superiores, al menos en plantas viejas, a menudo son más largas, más gruesas y forman un fascículo o penacho erguido en el vértice.

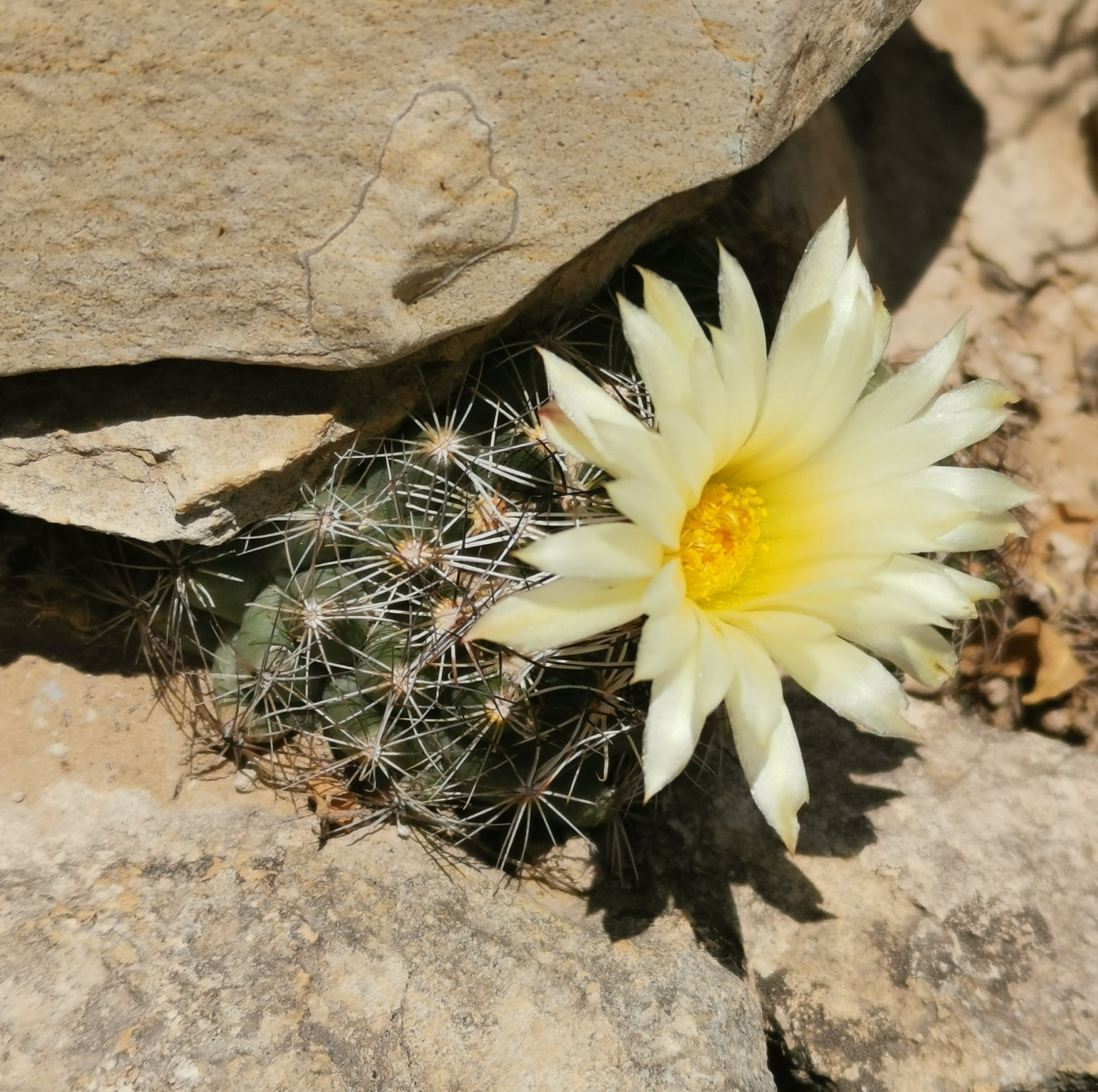
Detalle de la flor

Las flores suelen ser apicales, de color amarillo claro y de 4,5 a 7 cm de diámetro. Tienen las anteras de color amarillo a amarillo anaranjado y los estigmas con 5 u 8 lóbulos de color blanco o crema y de 2,5 a 8 mm de largo. 
Los frutos son claviformes y de color verde grisáceo o verde brillante. Miden hasta 2,3 cm de largo y presentan restos florales. Las semillas son reniformes y de color pardo. Miden 1,4 mm de largo y tienen la testa reticulada.

## Distribución y hábitat
El área de distribución nativa de esta especie abarca desde el sur de Texas (Estados Unidos) hasta el noreste de México. Concretamente habita en los estados mexicanos de Coahuila (en los municipios de Candela, Monclova, Frontera y San Buenaventura), Tamaulipas (en los municipios de Méndez y San Carlos) y Nuevo León (en los municipios de China, Sabinas Hidalgo, Monterrey, Bustamante y Rinconada).

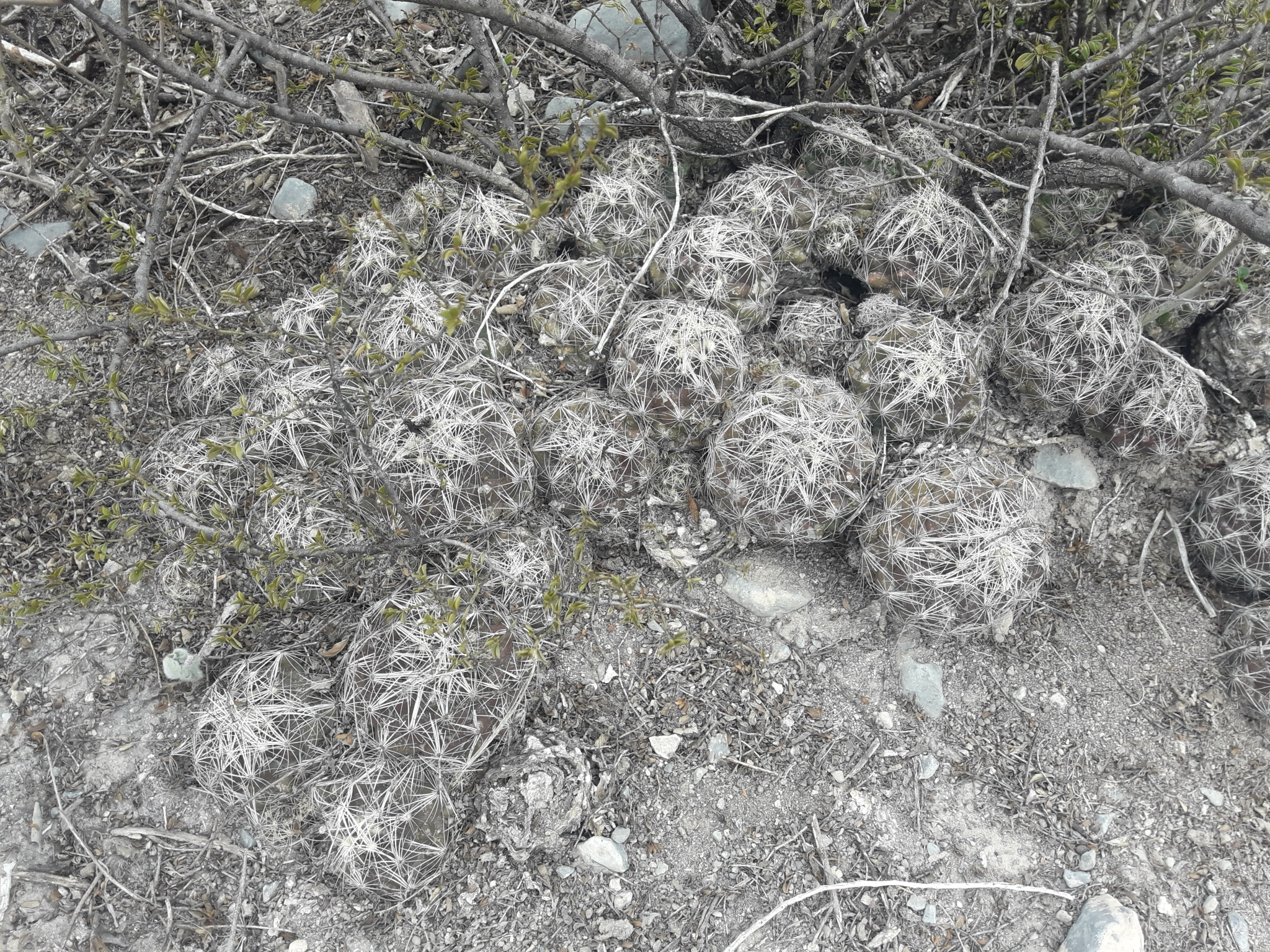
Planta en su hábitat

Crece principalmente en biomas desérticos o de matorral seco, desarrollándose en suelos aluviales de origen calcáreo, al pie de colinas y crestas. Suele crecer bajo otros arbustos y se desarrolla a altitudes de 180 a 400 metros sobre el nivel del mar.

## Taxonomía
La primera descripción de esta especie fue como Mammillaria nickelsiae, publicada en 1900 por la botánica estadounidense Mary Katharine Brandegee en la revista científica Zoe; a Biological Journal 5: 31.
Más tarde, los botánicos estadounidenses Nathaniel Lord Britton y Joseph Nelson Rose trasladaron la especie al género Coryphantha, por lo que pasó a llamarse Coryphantha nickelsiae. Registraron estos cambios en el libro The Cactaceae; descriptions and illustrations of plants of the cactus family 4: 35, publicado en 1923.
Etimología
- Coryphantha: nombre genérico que deriva del griego coryphe (que significa 'cima' o 'cabeza'), y anthos (que significa 'flor'), haciendo referencia a que las flores aparecen en el ápice de los tallos.[10]
- nickelsiae: epíteto específico otorgado en honor a la coleccionista de cactus de Texas Anna B. Nickels.[11]

## Estado de conservación
En la Lista Roja de Especies Amenazadas de la UICN, la especie está clasificada como de “Preocupación Menor (LC)”.
La especie no presentan ninguna amenaza importante, aunque algunas poblaciones se han perdido debido a la expansión urbana (asentamientos y carreteras).

## Usos
Se cultiva principalmente como planta ornamental y su propagación se realiza a través de semillas.